# پیاتزاله لورتو
پیاتساله لوره‌تو (به ایتالیایی: Piazzale Loreto) یکی از میدان‌های اصلی شهر میلان است.
بنیتو موسولینی، نیکلا بمباچی، کلارا پتاچی، آلساندرو پاولینی و آکیله استاراچه در ۲۹ آوریل ۱۹۴۵ در این میدان آویخته شدند.